# 5932 Prutkov
Az 5932 Prutkov (ideiglenes jelöléssel 1976 GO3) a Naprendszer kisbolygóövében található aszteroida. Nyikolaj Sztyepanovics Csernih fedezte fel 1976. április 1-én.